# FIFA 09
FIFA 09 — футбольна гра з серії ігор FIFA, видавана Electronic Arts. Як і минулі ігри серії, розроблялася EA Canada і видана Electronic Arts під брендом EA Sports. Слоганом гри є фраза «Let's FIFA09» («Зіграємо в FIFA09»), використовувана як логотип на сайті гри. Офіційний реліз відбувся 2 жовтня 2008 року в Австралії, але ще наприкінці вересня деякі користувачі почали отримувати свої копії за зробленими заздалегідь передзамовленнями. Демоверсії для ПК, Xbox 360 і PS3 з'явилися 11 вересня 2008 року.

## Особливості гри
В одному зі своїх інтерв'ю продюсер гри Девід Руттер (David Rutter) відзначає, що Electronic Arts уважно поставилася до побажань фанатів і висловлених пропозицій. Результатом цього стали 250 ключових змін і поліпшень, що змінили гру.
Деякі зміни, які вперше торкнулися серії FIFA, вже були випробувані в грі UEFA Euro 2008 від Electronic Arts. Саме там розробники вперше додали в гру погодні умови, які реально впливають на хід поєдинку: м'яч може несподівано застрягти в калюжі, а футболістові складніше бігти по намоклому газону. У FIFA 09 також є динамічна зміна часу доби: матч може початися ввечері, при заході сонця, а продовжуватися вже вночі, при штучному освітленні.
Внесено зміни в розрахунок сили футболістів. При кожній дії гравця, таких, як удар або боротьба за м'яч, розраховується його сила, що застосовується саме до цієї дії, причому вона буде залежати не тільки від його навичок, а й від ваги і зросту. При таких розрахунках не можна бути впевненим, що сильний захисник виграє 100 % єдиноборств, що робить гру цікавішою, непередбачуваною і наближеною до реальності.
Поведінка гравців у відеовставках (cut-scenes) безпосередньо залежить від того, як проходить гра. Наприклад, гравець що зіграв добре може бути незадоволений заміною і йти з поля розсерджений, або навпаки, гравець який забив важливий гол може йти з поля під овації трибун.
Введено новий режим управління - клавіатура + миша (рух регулюється клавіатурою, а удари паси, фінти тощо - мишею)

### Adidas Live Season
Adidas Live Season — особлива функція гри у версіях для ПК, Xbox 360 і PlayStation 3. Спеціальна команда футбольних експертів відстежує зміни форми гравців у різних лігах і щотижня переносить ці зміни в гру, в результаті чого віртуальні копії футболістів будуть виступати так само, як їхні реальні прототипи. Ця функція доступна для ліг Німеччини, Англії, Франції, Італії, Іспанії та Мексики.
Функція платна, але в той же час всім гравцям запропоновано вибрати одну лігу — безкоштовно, для ознайомлення. Купувати підримку ліг можна як по одній, так і всі одразу.

### FIFA 09 Clubs
10 вересня EA Sports анонсували новий режим гри, названий FIFA 09 Clubs. Режим є багатокористувацьким і доступний тільки на консолях Playstation 3 і XBox 360. Його сенс полягає в тому, щоб дозволити гравцям створювати і \ або приєднуватися до вже створених «клубів» по всьому світу. У результаті вийде безліч клубів, в яких гравці зможуть проводити матчі в режимі «Be A Pro: 10 на 10» — 20 різних людей, на 20 різних консолях по всьому світу — в одному матчі FIFA 09.
Серед «клубів» буде проводитися змагання, щоб визначити найкращий «клуб» у світі. «Клуби» отримують очки за проведені ігри і виходячи з цього розташовуються в дивізіонах. «Клуби» можуть бути відправлені у нижчий дивізіон або навпаки, у вищий, виходячи з їхніх виступів. До того ж, в режимі FIFA 09 Clubs буде посада «клубного менеджера», який зможе переглядати статистику гравців інших команд і переманювати гравців себе в команду, щоб створити найбоєздатніший колектив.

## Особливості версій для різних платформ

### PlayStation 3
Серед ключових змін заявлені: нова технологія анімації, нова технологія ударів по воротах і передач в один дотик, вдосконалений процес ведення м'яча, покращений прийом м'яча. Рушій гри, що використовує всі можливості консолі, ще краще передає всі ігрові моменти — зіткнення гравців, боротьбу за м'яч, а також дозволяє проводити різні варіанти підкатів.
Продюсер ігри Девід Руттер (David Rutter) також зауважив, що у користувачів PS3 буде можливість зіграти в ексклюзивний ігровий режим — FIFA Interactive World Cup 2009 (віртуальний футбольний чемпіонат, офіційно схвалений і підтримуваний FIFA).

### XBox 360
Версія гри для Xbox 360 включає в себе ті ж ключові зміни, що і PS3-версія, тобто використовує next-gen рушій гри на повну потужність. Єдина відмінність від PS3-версії полягає у відсутності ексклюзивного ігрового режиму. Користувач вперше зможе займатися розширеної налаштуванням поведінки гравців на полі і визначенням стратегії гри, в будь-якій ситуації змінюючи стратегію і схему розстановки гравців на свій розсуд. Подальший розвиток отримав режим «Професіонали»: створюючи свого власного футболіста, його можна тепер розвивати не 1 рік, як раніше, а 4, щоб в кінці він став легендою національного футболу. Вперше в грі точно передана атмосфера самого матчу: на полі присутні головний суддя і бічні судді, а вболівальники на стадіоні поводяться щодо реалістично.

### Wii
Версія гри для приставки Wii носить назву «FIFA 09 All-Play» і включає в себе 2 різних режими гри. Один з них — класичний матч 11 на 11, а інший — матчі в аркадном стилі з карикатурними персонажами, серед яких легко впізнаються зірки світового футболу. Спеціально для «FIFA 09 All-Play» був розроблений новий вид управління — користувач може настроювати складність під себе, спростивши керування до натискання всього однієї кнопки і використання максимальної кількості підказок у грі.
Також було заявлено, що гра підтримує контролер Nintendo GameCube.

### ПК
За заявою розробників, версія для персонального комп'ютера хоч і вийшла на старому фізичному рушії, але гра використовує покращену графіку. Про зміни в геймплеї розробники говорять тільки те, що в грі безліч поліпшень у порівнянні з минулими версіями. Одним з нововведень стало використання миші, як ігрового контролера. У меню гри вбудовані спеціальні віджети, що дозволяють прямо з головного меню дізнаватися про футбольні новини і підключатися до мережевих сервісів гри.
У версії для ПК також заявлений особливий режим «інтерактивний чемпіонат», що включає в себе 61 турнір, а користувач зможе створювати свої власні змагання.

## Ліги та країни
У грі представлено 30 національних ліг і близько 40 збірних.

### Ліги
| - Бундесліга - A-Ліга - Бельгійська Про Ліга - Серія А - Чеська Ліга - Ліга SAS - Англійська Прем'єр-ліга - Чемпіонат Футбольної Ліги - Перша Ліга - Друга Ліга - Ліга 1 - Ліга 2 - Бундесліга - 2 Бундесліга - ФАІ Еірком Ліга | - Серія А - Серія Б - K-Ліга - Прімера Дивізіон - Ередівізіє - Тіппеліге - Польська Ліга - Португальська Ліга - СПЛ - Ліга ББВА - Ліга Аделант - Аллсвенскан - Швейцарська Суперліга - Турксел Суперліги - Major League Soccer |

### Збірні
| - Аргентина - Австрія - Австралія - Бельгія - Бразилія - Болгарія - Камерун - Хорватія - Чехія - Данія | - Еквадор - Англія - Фінляндія - Франція - Німеччина - Греція - Угорщина - Італія - Південна Корея - Мексика - Нова Зеландія | - ПАР - Північна Ірландія - Норвегія - Парагвай - Польща - Португалія - Ірландія - Румунія - Росія - Шотландія - Словаччина | - Іспанія - Швеція - Швейцарія - Туреччина - Україна - США - Уругвай |

## Саундтрек
Офіційний саундтрек був оприлюднений 14 серпня. У нього входять 42 треки від виконавців з 21 країни світу.
| - Брітні Спірс — If U Seek Amy - Caesar Palace — 1ne - Chromeo — Bonefied Lovin'\|Bonafied Lovin' (Yuksek Remix) - Cansei de Ser Sexy — Jager Yoga - Curumin — Margrela - Cut Copy — Lights and Music - Ямайка Damien "Jr. Gong" Marley — Something for you (Loaf of bread) - Datarock — True Stories - Чилі DJ Bitman — Me Gustan - Уельс Duffy — Mercy - Foals — Olympic Airway - Gonzales — Working Together (Boyze Noise remix) - Hot Chip — Ready for the Floor (Soulwas remix) - Ісландія Jacobinarina — I'ma Villain - Нідерланди Junkie XL — Mad Pursuit - Jupiter One — Platform Moon - Kasabian — Fast fuse - Ladytron — Runaway - Lykke Li — I'm Good I'm Gone - Macaco — Moving ' - MGMT — Kids - My Federation — What Gods are These | - Najwajean — Drive Me - Pastillina Mosh — Let U Know - Radiopilot — Farrad - Reverend and the Makers — Open Your Window - Sam Sparro — Black and Gold - Señor Flavio — Lo Mejor Del Mundo - Soprano — Victory - The Airborne Toxic Event — Gasoline - The Black Kids — I'm Not Gonna Teach Your Boyfriend How To Dance With You (The Twelves Remix) - The Bloody Beetroots — Butter - Шотландія The Fratellis — Tell Me A Lie - The Heavy — That Kind Of Man - The Kissaway Trail — 61 - The Kooks — Always Where I Need To Be - The Pinker Tones — The Whistling Song - The Script — The End Where I Begin - The Ting Tings — Keep Your Head - The Veronicas — Untouched - The Whip — Muzzle # 1 - Уельс Tom Jones — Feels Like Music (Junkie XL Remix) - Ungdomskulen — Modern Drummer |